# در حال فکر کردن
«در حال فکر کردن» (انگلیسی: Been Thinking) تک‌آهنگی از تایلا، خواننده اهل آفریقای جنوبی است. این ترانه در ۲۷ ژانویه ۲۰۲۳ توسط فکس و اپیک رکوردز منتشر شد. این ترانه با همکاری ترانه‌سرایان و تهیه‌کنندگان آمریکایی، تریکی استوارت و ترون توماس ساخته شده است. این ترانه اولین اثر تایلا است که وارد جدول بیلبورد می‌شود و به جایگاه شماره ۳۶ در جدول مین‌استریم آراندبی/هیپ هاپ ایرپلی در مه ۲۰۲۳ رسید.

## جدول‌های موسیقی
| جدول (۲۰۲۳)                                             | جدول جایگاه |
| ------------------------------------------------------- | ----------- |
| ترانه‌های افروبیت ایالات متحده (بیلبورد)                 | ۴۳          |
| مین‌استریم آراندبی/هیپ هاپ ایرپلی ایالات متحده (بیلبورد) | ۳۶          |
| ریتمیک ایالات متحده (بیلبورد)                           | ۲۷          |

## تاریخچه انتشار
| منطقه        | تاریخ          | فرمت                  | ناشر     | منابع |
| ------------ | -------------- | --------------------- | -------- | ----- |
| مختلف        | ۲۷ ژانویه ۲۰۲۳ | دانلود دیجیتال استریم | فکس اپیک | [ ۵ ] |
| ایالات متحده | ۳۱ ژانویه ۲۰۲۳ | رادیو ریتمیک معاصر    | فکس اپیک | [ ۱ ] |